# 表示论
表示論（英語：Representation theory）是數學中抽象代數的一支。旨在抽象代数结构中的元素「表示」成向量空間上的線性變換，并研究这些代数结构上的模，藉以研究結構的性質。略言之，表示論將一代數對象表作較具體的矩陣，並使得原結構中的代数运算對應到矩陣加法和矩陣乘法。此法可施於群、結合代數及李代數等多種代數結構；其中肇源最早，用途也最廣的是群表示論。設{\displaystyle G}為群，其在域{\displaystyle F}（常取複數域{\displaystyle F=\mathbb {C} }）表示是一{\displaystyle F}-矢量空間{\displaystyle V}及映至一般線性群之群同態
{\displaystyle \rho :G\to \mathrm {GL} (V)}
假設{\displaystyle V}有限維，則上述同態即是將{\displaystyle G}的元素映成可逆矩陣，並使得群運算對應到矩陣乘法。
表示論的妙用在於能將抽象代数問題轉為较容易解决的線性代數问题。此外，群还可以表示在无穷维空间上；例如，若考慮無窮維希爾伯特空間上的表示，並要求一些連續性條件，此時表示論就牽涉到一些泛函分析的課題，数学分析的方法就可以用于解决群论的问题。表示論在自然科學中也有應用。對稱性的問題離不開群，而群的研究又有賴於其表示，最明顯的例子便是李群及李代數表示論在量子力學中的關鍵角色。
表示论的一大特点是它遍布数学各个领域。这个特点有两个方面。首先，表示论的应用十分广泛：除了在代数的影响之外，表示论
- 通过调和分析阐明并推广了傅里叶分析，[6]
- 通过不變量理論和爱尔兰根纲领与几何学建立了联系[7]
- 通过自守形式和朗蘭茲綱領对数论产生了影响。[8]

另一方面，研究表示论的途径也相当多元化，应用了代数几何、模块理论、解析数论、微分几何、算子理论、代数组合学和拓扑学的思想和方法
「表示」的概念後來也得到進一步的推廣，例如範疇的表示。表示论所施的代数对象可被视为特定的范畴，而表示本身则是从对象范畴到向量空间范畴的函子。这个表述方式立即指向两种显然的推广：其一，代数对象可换成成更一般的范畴；其二，向量空间范畴也可换成其它较好理解的范畴。
注意不要将“表示”与代数对象的“展示”混淆，如群的展示。

## 定义和概念
设 {\displaystyle V} 为域 {\displaystyle F} 上的向量空间。例如，设 {\displaystyle V} 为  {\displaystyle \mathbb {R} ^{n}} 或 {\displaystyle \mathbb {C} ^{n}}，即标准 {\displaystyle n} -维实/复列向量空间。这种情况下，表示论的思路是运用 {\displaystyle n\times n} 实/复矩阵具体地处理抽象代数。
这种处理方法主要可以用于三种代数对象：群、結合代數及李代數。
- 可逆 {\displaystyle n\times n} 矩阵的集合配以矩陣乘法形成一个群，而群表示则是通过用可逆矩阵来描述（即“表示”）群的元素以分析群的性质。
- 配以矩陣加法和乘法，所有 {\displaystyle n\times n} 矩阵的集合形成一个结合代数，因此可以引出代数表示。
- 如果我们将矩阵乘法 {\displaystyle MN} 换成交換子 {\displaystyle MN-NM}，那么所有 {\displaystyle n\times n} 矩阵的集合则变成了一个李代数，因此引出李代数表示.

以上可以推广的人任意域 {\displaystyle F} 和任意 {\displaystyle F}-向量空间 {\displaystyle V}，只需用线性映射代替矩阵，并用映射的复合代替矩阵乘法：这样我们可以分别得到 {\displaystyle V} 的自同构所组成的群 {\displaystyle \mathrm {GL} (V,F)}， {\displaystyle V} 的自同态所组成的结合代数 {\displaystyle \mathrm {End} _{F}(V)}，及对应的李代数 {\displaystyle {\mathfrak {gl}}(V,F)}。

### 定义
表示的定义有两种。

第一种方法利用了作用的思想，对矩阵以矩阵乘法的方式在列向量空间上的作用进行推广。设 {\displaystyle V} 为数域 {\displaystyle F} 上的向量空间，我们说群 {\displaystyle G} 或（结合或李）代数 {\displaystyle A} 在向量空间 {\displaystyle V} 上的表示是一个映射
{\displaystyle \Phi \colon G\times V\to V\quad {\text{or}}\quad \Phi \colon A\times V\to V}
并满足如下两个性质。第一，对 {\displaystyle G} 中任意元素 {\displaystyle g} （或 {\displaystyle A} 中任意元素 {\displaystyle a}），映射
{\displaystyle {\begin{aligned}\varphi (g)\colon V&\to V\\v&\mapsto \Phi (g,v)\end{aligned}}}
是（ {\displaystyle F} -）线性映射，也就是说{\displaystyle \Phi }关于第一个变量将群{\displaystyle G}中的元素映照成{\displaystyle V}上的线性变换；第二，若我们记 {\displaystyle \Phi (g,v)} 为 {\displaystyle g.v}，那么对 {\displaystyle G} 中任意 {\displaystyle g_{1}}、{\displaystyle g_{2}} 和 {\displaystyle V} 中任意 {\displaystyle v}，有：
{\displaystyle (1)\quad e\cdot v=v}
{\displaystyle (2)\quad g_{1}\cdot (g_{2}\cdot v)=(g_{1}g_{2})\cdot v}
其中 {\displaystyle e} 是 {\displaystyle G} 的单位元，而 {\displaystyle g_{1}g_{2}} 是 {\displaystyle G} 中的积。对于结合代数也有类似要求，唯一例外是对于不具有乘法恒等元的结合代数需忽略等式(1)。等式(2)则是矩阵乘法结合律的抽象表达。这个等式对于矩阵交换子运算不成立，并且不存在交换子运算的恒等元。因此对于李代数，唯一的要求是对于 {\displaystyle A} 中任意 {\displaystyle x_{1}}、{\displaystyle x_{2}} 及 {\displaystyle V} 中任意 {\displaystyle v}，有：
{\displaystyle (2')\quad x_{1}\cdot (x_{2}\cdot v)-x_{2}\cdot (x_{1}\cdot v)=[x_{1},x_{2}]\cdot v}
其中 {\displaystyle [x_{1},x_{2}]} 是李括号，即矩阵交换子 {\displaystyle MN-NM} 的推广。
第二种定义表示的方法聚焦在将 {\displaystyle g\in G} 映到线性映射 {\displaystyle \varphi (g):V\to V} 的映射 {\displaystyle \varphi }，要求满足
{\displaystyle \varphi (g_{1}g_{2})=\varphi (g_{1})\circ \varphi (g_{2})\quad \forall g_{1},g_{2}\in G\,\!}
其它两种情况也类似。这种方法更简洁也更抽象。从这个观点出发：
- 群 {\displaystyle G} 在向量空间 {\displaystyle V} 上的表示即群同態 {\displaystyle \varphi :G\to \mathrm {GL} (V,F)}；
- 结合代数 {\displaystyle A} 在向量空间 {\displaystyle V} 上的表示即代數同態 {\displaystyle \varphi :A\to \mathrm {End} _{F}(V)}；
- 李代数 {\displaystyle {\mathfrak {a}}} 在向量空间 {\displaystyle V} 上的表示即李代數同態 {\displaystyle \varphi :{\mathfrak {a}}\to {\mathfrak {gl}}(V,F)}。

### 术语
向量空间 {\displaystyle V} 称为 {\displaystyle \varphi } 的表示空间，而其维度（如果有限）则称为此表示的维度（有些文献中又称为度，例如）。取决于映射 {\displaystyle \varphi } 是否由上下文清楚可知，通常将一个表示记为 {\displaystyle V} 或更清晰的 {\displaystyle (V,\varphi )}。
若 {\displaystyle V} 是 {\displaystyle n} 维空间，我们可以为 {\displaystyle V} 选择一组基，并由此将 {\displaystyle V} 视作 {\displaystyle F^{n}} 从而还原 {\displaystyle F} 上的矩阵表示。
若表示 {\displaystyle (V,\varphi )} 满足 {\displaystyle \varphi } 是单射，我们称这个表示是一个有效表示，或忠实表示。

### 等变映射和同构
设 {\displaystyle V} 和 {\displaystyle W} 为 {\displaystyle F} 上的向量空间，{\displaystyle (V,\varphi )} 和 {\displaystyle (W,\psi )} 为群 {\displaystyle G} 的表示；从 {\displaystyle V} 到 {\displaystyle W} 的等变映射为线性映射 {\displaystyle \alpha :V\to W} 使得
{\displaystyle \alpha (g\cdot v)=g\cdot \alpha (v)}
对于所有 {\displaystyle G} 中的元素 {\displaystyle g} 以及 {\displaystyle V} 中的向量 {\displaystyle v} 成立。若等价地用映射 {\displaystyle \varphi :G\to \mathrm {GL} (V)} 与 {\displaystyle \psi :G\to \mathrm {GL} (W)} 来描述，则需使得
{\displaystyle \alpha \circ \phi (g)=\psi (g)\circ \alpha }
对于所有 {\displaystyle G} 中的元素都成立。
结合代数与李代数的表示之间的等变映射也可类似定义。如果映射 {\displaystyle \alpha } 可逆，那么我们称它为同构，并说表示 {\displaystyle V} 和 {\displaystyle W}（或更精确地， {\displaystyle \varphi } 与 {\displaystyle \psi }） 为同构表示。
若两个表示同构，那它们在一切实用意义上都是“相同”的：它们为所表示的群或代数提供的信息并无二致。因此，表示论致力于“在同构意义下”对所有的表示进行分类。

### 子表示、商表示、不可约表示
如果 {\displaystyle (W,\psi )} 是（例如）群 {\displaystyle G} 的表示，而 {\displaystyle W} 的子空间 {\displaystyle V} 在 {\displaystyle G} 的作用下不变，即 {\displaystyle g.v\in V} 对于所有 {\displaystyle V} 中的向量 {\displaystyle v} 成立（塞尔称这样的 {\displaystyle V} 为“在 {\displaystyle G} 作用下稳定”），那么 {\displaystyle V} 被称为 {\displaystyle W} 的子表示：通过定义 {\displaystyle \varphi (g)} 为 {\displaystyle \psi (g)} 在子空间 {\displaystyle V} 上的限制， {\displaystyle (V,\varphi )} 形成对 {\displaystyle G} 的表示，并且从 {\displaystyle V} 到 {\displaystyle W} 的包含映射是一个等变映射。此外，商空间 {\displaystyle W/V} 也具有 {\displaystyle G} 的表示的结构，称为商表示。
如果 {\displaystyle W} 只有两个子表示，即平凡子空间 {\displaystyle \{0\}} 与 {\displaystyle W} 本身，那么这个表示被称为不可约表示；反之，如果 {\displaystyle W} 拥有非平凡子表示，那么 {\displaystyle W} 就被称为可约表示。
不可约表示的定义蕴涵了舒尔引理：不可约表示 {\displaystyle V} 和 {\displaystyle W} 之间的等变映射 {\displaystyle \alpha :V\to W} 要么是平凡映射，要么是同构；这是由于 {\displaystyle \alpha } 的核和像分别是 {\displaystyle V} 和 {\displaystyle W} 的子表示。特别地，若 {\displaystyle V=W}，舒尔引理说明了 {\displaystyle V} 的等变自同态组成一个其基域 {\displaystyle F} 上的结合可除代数。如果 {\displaystyle F} 是代数封闭的，那么不可约表示的等变自同态就只有恒等映射的标量倍数这一种。
不可约表示是表示论的基本组成部分：如果表示 {\displaystyle W} 是可约表示，那么它可以由一个子表示和商表示组成，两者在某种意义上都比原来的表示更简单：例如，如果 {\displaystyle W} 是有限维表示，那么其子表示和商表示的维度都比 {\displaystyle W} 的更小。

### 直和与不可分表示
如果 {\displaystyle (V,\varphi )} 和 {\displaystyle (W,\psi )} 是（例如）群 {\displaystyle G} 的表示，那么通过定义
{\displaystyle g\cdot (v,w)=(g\cdot v,g\cdot w).}
使 {\displaystyle G} 典范地表示在 {\displaystyle V} 和 {\displaystyle W} 的直和 {\displaystyle V\oplus W} 上。
两个表示的直和表示所包含的群 {\displaystyle G} 的信息并不具有比两个表示单独所包含的更多。如果一个表示是两个非平凡子表示的直和，那么原表示被称为可分表示，否则则称为不可分表示。
在一些好的情况下，所有表示都是不可约表示的直和：这样的表示被称为半单表示。这种情形下，我们只需研究不可约表示就够了。在其它情况下，我们还必须研究不可分表示是如何由不可约表示通过子表示对商表示的扩张构造而成。

## 分支和主题
表示论以其分支数目之多、群和代数的表示的研究途径之丰富而著称。虽然它们如上所述的基本概念有共通之处，然而它们的细节却大相径庭。具体来说，不同分支之间至少有以下三重差异：
1. 表示论因表示对象的不同而不同。群、结合代数、李代数各有数种类别，而不同类别各自的表示论各有它们独特的风格。
2. 表示论因表示空间本质的不同而不同。最突出的是有限维表示和无限维表示的区别。在无限维的情形中，表示空间的额外结构（例如，空间是否巴拿赫空间、希尔伯特空间等）也有重要意义。即使在有限维的情况下，表示空间上还可以额外附加各种代数结构。
3. 表示论因表示空间的系数域的不同而不同。其中最常用的系数域是复数域；其它重要的情形还包括实数域、有限域、p进数域等。另外，正特征域与非代数封闭域会额外地为表示论增加难度。

### 有限群
群表示是有限群的研究中的一个非常有力的工具。此外，群表示也出现在有限群论对几何和晶体学的应用中。其中，有限群的表示既展示了群表示论的许多一般特性，同时也指明了通向表示论其它分支的途径。
在零特征域中，有限群 {\displaystyle G} 的表示论有许多简便的性质。首先，作为马施克定理的推论之一，{\displaystyle G} 的所以表示都是半单的（即完全可约的）。马施克定理声明，任何 {\displaystyle G} 的表示 {\displaystyle W} 的任何子表示 {\displaystyle V} 都有一个 {\displaystyle G}-不变的补空间。其中一个证法为，先任意选取从 {\displaystyle W} 到 {\displaystyle V} 的投影 {\displaystyle \pi }，并将其替换为其在 {\displaystyle G} 中的“平均”
{\displaystyle \pi _{G}(x)={\frac {1}{|G|}}\sum _{g\in G}g\cdot \pi (g^{-1}\cdot x).}
{\displaystyle \pi _{G}} 是等变映射，此外它的核即所求的补空间。
{\displaystyle G} 的有限维表示可以通过特徵標理論理解：表示 {\displaystyle \varphi :G\to \mathrm {GL} (V)} 的特征标是一个類函數 {\displaystyle \chi _{\varphi }:G\to F}，由式子
{\displaystyle \chi _{\varphi }(g)=\mathrm {Tr} (\varphi (g))\,}
给出；这里 {\displaystyle \mathrm {Tr} } 代表线性算子的跡。{\displaystyle G} 的不可约表示由它的特征标完全确定。
更一般地，对于特定的特征为 {\displaystyle p} 的域，马施克定理仍然成立，唯一要求是 {\displaystyle p} 与 {\displaystyle G} 的阶互質。如果 {\displaystyle p} 与 {\displaystyle |G|} 有公约数，那么将存在非半单的 {\displaystyle G} 的表示；这是子分支模表示论的主题。
取平均的技法另外还表明，如果 {\displaystyle F} 是实数域或复数域，那么任何 {\displaystyle G} 的表示都保持 {\displaystyle V} 上的某个内积 {\displaystyle \langle \cdot ,\cdot \rangle } 不变，即
{\displaystyle \langle g\cdot v,g\cdot w\rangle =\langle v,w\rangle }
对于所有 {\displaystyle g\in G} 和 {\displaystyle v\in V} 成立。因此，任何 {\displaystyle G} 的表示都是酉表示。
酉表示天然是半单的，这是由于任何子表示关于这个内积的正交补仍是子表示，因而可以引出马施克定理的结论。在研究非有限群时，酉表示提供了对有限群的实或复表示的一个合理推广。
像马施克定理或酉性质等依赖于取平均技法的结论，可以通过将平均替换成积分，而进一步推广到更一般的群：只要可以在群上定义适当的积分的概念。对于緊群和局部紧群，可以通过哈尔测度定义积分，所得的理论被称为抽象调和分析。
在任意域上都还有一类有限群具有良好的表示论，这类群称为有限李型群，重要的例子包括有限域上的线性代数群。线性代数群和李群的表示论将这些例子延伸到无限维群，后者的表示论更与李代数表示密切相关。而“权”（weight）于李群、李代数表示论中的重要性，恰恰类比特征标理论之于有限群的表示论。
有限群的表示还与群代数的表示直接相关。{\displaystyle G} 的群代数 {\displaystyle F[G]} 是 {\displaystyle F}-向量空间，基底为 {\displaystyle G} 的元素；而在群运算和线性公理的基础上，再要求群运算和标量乘法之间可交换，即诱导得出 {\displaystyle F[G]} 上的乘法运算。

### 模表示
有限群 {\displaystyle G} 的模表示即在特征与 {\displaystyle |G|} 不互質的域上的表示；这种情况下，马施克定理不再成立（这是由于 {\displaystyle |G|} 在该域里不是可逆元）。尽管如此，理查德·布劳尔（Richard Brauer）仍将许多特徵標理論的内容延伸到模表示。他的理论在有限單群分類的早期进展中扮演了重要的角色，尤其是对于一些西罗p-子群“太小”的单群，纯群论的方法对它们的分类不再适用。
除了在群论中有应用之外，模表示也自然地出现在数学的其它分支中，如代数几何、编码理论、组合数学、和数论。

### 酉表示
群 {\displaystyle G} 的酉表示是 {\displaystyle G} 在实或（通常是）复希尔伯特空间 {\displaystyle V} 上的表示 {\displaystyle \varphi }，使得对于所有 {\displaystyle g\in G}、{\displaystyle \phi (g)} 都是一个酉算子。自1920年代起，受赫尔曼·外尔的影响，酉表示广泛地应用于量子力学，并因此启发了酉表示理论的发展，主要由尤金·维格纳对龐加萊群表示的分析推动。乔治·麦基是建立酉表示的一般理论的先驱之一，而到了1950和1960年代，钱德拉等人建成了一套全面的理论。
酉表示论的主要目标之一是描述“酉对偶”，即 {\displaystyle G} 的所有不可约酉表示的空间。酉表示理论最完善的一部分是在 {\displaystyle G} 局部紧豪斯多夫拓扑群、表示为强连续映射的情况下。。</ref>若 {\displaystyle G} 是阿贝尔群，那么酉对偶就是特征标的空间，而当 {\displaystyle G} 是紧致群时，彼得-外尔定理声明不可约酉表示都是有限维表示，并且酉对偶是离散的。例如，若 {\displaystyle G} 是圓群 {\displaystyle S^{1}}，那么特征标是由整数给出的，因此 {\displaystyle G} 的酉对偶就是 {\displaystyle \mathbb {Z} }。
对于非紧致的 {\displaystyle G}，酉表示的判定是个微妙的问题。虽然不可约酉表示必须是“可容许表示”（例如钱德拉模），并且要检测出可容许表示是否具有非退化的不变半双线性形式是比较容易的，然而要判断这个形式是否正定却非常困难。对酉对偶进行有效的描述，哪怕只是对于实半单李群（见下文）等相对规整的群的情况，仍然是表示论中的一个重要的开放问题。这个问题对于许多特殊的群，例如2次特殊线性群 {\displaystyle \mathrm {SL} _{2}(\mathbb {R} )}以及洛仑兹群等，已有解答。

### 调和分析
圆群 {\displaystyle S^{1}} 与整数 {\displaystyle \mathbb {Z} } 的对偶，或更一般地，{\displaystyle n} 维环面 {\displaystyle \mathbb {T} ^{n}} 与 {\displaystyle \mathbb {Z} ^{n}} 的对偶，在分析中以傅里叶级数理论的形式为人所熟知。类似地，傅里叶变换也表明了实向量空间的特征标空间就是对偶空间。因此，酉表示理论和调和分析密切相关，而抽象调和分析则进一步深入研究两者间的关系，建立了对局部紧拓扑群及其相关空间上的函数的分析。
抽象调和分析的一大目标是为傅里叶变换和普朗歇尔定理提供一个统一的形式。为了达成这一点，须在酉对偶上构造一个测度，并构造从 {\displaystyle G} 于在 {\displaystyle G} 上平方可积函数的空间 {\displaystyle L^{2}(G)} 上的正则表示，到 {\displaystyle G} 酉表示上的{\displaystyle L^{2}} 函数空间的同构。龐特里亞金對偶性和彼得-外尔定理分别在 {\displaystyle G} 为阿贝尔群和为紧致群的情况达成了这一目标。
另一种研究手段则是考虑所有的酉表示，而不仅是不可约的酉表示。这样，由于所有的酉表示构成一个范畴，因此淡中-克莱恩对偶提供了从酉表示的范畴还原出紧致群的方法。
对于非紧、非交换的群，虽然有部分较完整的理论，如格罗滕迪克对淡中-克莱恩对偶的推广，建立了线性代数群和淡中范畴之间的联系；但目前还没有一般的理论可以视为普朗歇尔定理或傅里叶逆定理的类比。
调和分析也从对群 {\displaystyle G} 上的函数的分析延伸到了对 {\displaystyle G} 的齐性空间上的函数的分析。该理论最完善的是关于对称空间的部分，并给出了一套自守形式的理论（见下文讨论）。

### 李群
李群是同时具有光滑流形结构的群。许多经典的实数或复数矩阵群都是李群。另外，许多在物理和化学里很重要的群也是李群，而这些李群的表示论是群论在这些领域上的应用至关重要。
要建立李群的表示论，可以先考虑紧致李群，使得紧致群表示论的结论有用武之地。要将这部分理论延伸到半单李群的有限维表示，只需运用外尔的“酉技法”：每一个半单实李群 {\displaystyle G} 都有一个複化，得到一个复李群 {\displaystyle G_{c}}，而这个复李群有一个极大紧子群 {\displaystyle K}。{\displaystyle G} 的有限维表示和 {\displaystyle K} 的有限维表示密切相关。
此外，每一个李群都是一个可解李群和一个半单李群的半直积（即列维分解）。对可解李群的表示进行总体的分类是个棘手的问题，但对于实际应用的特例情况，分类常常比较容易解决。对于半直积的表示，我们可以用“麦基理论”这个一般性的结论进行分析；这一理论也推广了维格纳对庞加莱群的表示进行分类时所用的方法。

### 李代数
域 {\displaystyle F} 上的李代数是一个带有满足雅可比恒等式的斜对称双线性运算的 {\displaystyle F}-向量空间，该双线性运算称为李括号。李代数主要作为李群在恒等元上的切空间出现，因而可以把它们视作“无穷小的对称”。一方面，研究李群表示的重要方法之一是研究它们对应的李代数的表示，但另一方面李代数表示自身也有研究的意义。
和李群相似，李代数也可以通过列维分解分成半單李代數和可解李代数，而且可解李代数的表示一般来说同样棘手。但与李群不同的是，半单李代数的有限维表示已经由埃利·嘉当完全解决。对半单李代数 {\displaystyle {\mathfrak {g}}} 的表示的分析可以通过选定一个嘉当子代数进行，这个嘉当子代数本质上是 {\displaystyle {\mathfrak {g}}} 中使得李括号为零（即“阿贝尔”）的极大子代数 {\displaystyle {\mathfrak {h}}}。{\displaystyle {\mathfrak {g}}} 的表示可以分解成“权空间”，即子代数 {\displaystyle {\mathfrak {h}}} 的作用的特征空间，同时也是特征标在无穷小情形中的类比。这样，半单李代数的结构的研究就约化成对可能出现的权重的表示的较简单的组合学分析。

#### 无限维李代数
人们已经研究过许多类无限维李代数的表示论，其中比较重要的一类是卡茨-穆迪代数，以维克多·卡茨和罗伯特·穆迪命名。这些代数构成有限维半单李代数的推广，并有许多共有的组合学性质。这说明它们有一类表示可以像对半单李代数的表示一样研究。
仿射李代数是卡茨-穆迪代数的一种特例，在理论物理、尤其是共形场论和准确解模型理论中有重要意义。此外，基于仿射卡茨-穆迪代数，卡茨发现了麦克唐纳恒等式的一个优雅证明。

#### 李超代数
李超代数是李代数的推广。作为向量空间，李超代数额外带有 {\displaystyle \mathbb {Z} _{2}} 分次，而李括号的斜对称性和雅可比恒等式等公理中的符号也作相应变化。李超代数的表示论与李代数的表示论有许多相似之处。

### 线性代数群
线性代数群（或更一般的，仿射群概形）是李群在代数几何的类比，但在除 {\displaystyle \mathbb {R} } 和 {\displaystyle \mathbb {C} } 之外的更一般的域上也可定义。特别地，在有限域上，线性代数群给出有限李型群。虽然对线性代数群可如李群类似地进行分类，但是它们的表示论却非常不同（而且人们尚未能很好理解），并且要求的技巧也不一样；这是由于扎里斯基拓扑相对而言是较弱的拓扑，使得分析中的技巧不再适用。

### 不变量理论
不变量理论研究代数簇上的群作用，主要着眼于群作用在函数上的影响，而这正好构成了群的表示。经典的不变量理论研究的问题是：给定一个线性群，要求明确描述出何种多项式函数在该群的作用下“不变”。现代理论则着重分析如何将这些表示分解为不可约表示。
无限群的不变量理论与线性代数的发展、尤其是与二次型和行列式理论的发展密不可分。不变量理论与射影几何相互间也有很强的相互影响：不变量理论可用于对射影几何进行系统化整理，而在1960年代，戴维·芒福德以他的几何不变量理论为射影几何注入了新的生机。
此外，半单李群的表示论也来源于不变量理论，而且表示论和微分几何之间也有平行于和代数几何之间的坚强联系。这种联系始于菲利克斯·克莱因的爱尔兰根纲领和埃利·嘉当的嘉当联络，将群和对称性放在几何研究的中心地位。现代的发展将表示论和不变量理论联系到和乐、微分算子、多复变量理论等多种领域。

### 自守形式与数论
自守形式是模形式向更一般的解析函数、甚至是多复变量函数上的推广，带有相似的变换性质。这个推广包括将模群2次射影线性群 {\displaystyle \mathrm {PSL} _{2}(\mathbb {R} )} 及其一个选定的子群替换成一个半单李群 {\displaystyle \mathrm {PSL} _{2}(\mathbb {R} )} 及离散子群 {\displaystyle \Gamma }。正如模形式可被视作上半空间 {\displaystyle \mathbb {H} =\mathrm {PSL} _{2}(\mathbb {R} )/\mathrm {SO} (2)} 的一个商空间上的微分形式，自守形式也可以视作 {\displaystyle \Gamma \setminus G/K} 上的微分形式（或类似的对象），其中 {\displaystyle K}（通常）是 {\displaystyle G} 极大紧子群。然而这里需要注意，这个商通常带有奇异点。半单李群对紧子群的商是对称空间，因此自守形式的理论与对称空间上的调和分析有密切联系。
在总体理论成形之前，人们将希爾伯特模形式和西格爾模形式等许多重要特例研究透彻，得到包括有塞爾伯格跡公式等重要结论，以及罗伯特·朗兰兹对可以用黎曼－罗赫定理计算自守形式的空间的维度这一领悟。后来发展的“自守表示”的概念，也检验了在 {\displaystyle G} 为代數群的情况、将其作为伊代尔代数群处理的这一技术的巨大价值。作为这一整套理论的总结，朗蘭茲綱領围绕表示与自守形式的数论性质之间的联系而发展起来。

### 结合代数
在某种意义上，结合代数表示同时推广了群表示和李代数表示。群的表示诱导出对应的群环或群代数的表示，而李代数的表示则与它的泛包絡代數的表示一一对应。然而，一般的结合代数的表示论并不完全具有群表示及李代数表示的良好性质。

#### 模论
在考虑结合代数的表示时，我们可以忽略系数域，而直接将结合代数视为一个环，并将它的表示视为一个模。这种方法出人意料地卓有成效：许多表示论的结论可以解释为关于环上的模的结论的种种特例。

#### 霍普夫代数与量子群
霍普夫代數提供了一个改善结合代数的表示论的方法，与此同时仍保有群表示和李代数表示作为特例。特别地，两个表示的张量积仍然是表示，表示的对偶空间亦然。
群对应的霍普夫代数具有交换代数的结构，因此一般的霍普夫代数有时也称为量子群，然而量子群一词通常只用于指从群或群的泛包络代数形变而成的、特定的霍普夫代数身上。量子群的表示论为李群、李代数的表示增添了新的思想，柏原正樹的结晶基底理论就是一例。

## 推广

### 集合论表示
群 {\displaystyle G} 在集合 {\displaystyle X} 上的集合论表示（亦称群作用或“置换表示”）是函数 {\displaystyle \rho :G\to X^{X}} 给出——其中 {\displaystyle X^{X}} 指代从 {\displaystyle X} 到 {\displaystyle X} 的所有函数的集合——并要求对于所有 {\displaystyle G} 中的元素 {\displaystyle g_{1}}、{\displaystyle g_{2}} 和 {\displaystyle X} 中的元素 {\displaystyle x} 满足：
{\displaystyle \rho (1)[x]=x}
{\displaystyle \rho (g_{1}g_{2})[x]=\rho (g_{1})[\rho (g_{2})[x]].}
这个条件与群的公理一道蕴涵了对于每一个 {\displaystyle G} 中的元素 {\displaystyle g}，{\displaystyle \rho (g)} 都是一个双射函数（或称置換）。因此，我们也可以等价地定义置换表示为从 {\displaystyle G} 到 {\displaystyle X} 上的对称群 {\displaystyle S_{X}} 的群同態。

### 其它范畴中的表示
任何群 {\displaystyle G} 都可以视作是只有一个元素的范畴；范畴里的态射即 {\displaystyle G} 中的元素。给定任意范畴 {\displaystyle {\mathcal {C}}}，{\displaystyle G} 在 {\displaystyle {\mathcal {C}}} 上的表示即从 {\displaystyle G} 到 {\displaystyle {\mathcal {C}}} 的函子。这种函子从范畴 {\displaystyle {\mathcal {C}}} 选择一个对象 {\displaystyle X}，并选择一个从 {\displaystyle G} 到 {\displaystyle X} 的自同构群 {\displaystyle \mathrm {Aut} (X)} 的群同构。
若 {\displaystyle {\mathcal {C}}=\mathrm {Vect} _{F}} 为 {\displaystyle F}-向量空间的范畴，以上定义等价于线性表示的定义。类似地，集合论表示即 {\displaystyle G} 在集合范畴上的表示。
至于其它例子，可以考虑拓撲空間範疇 {\displaystyle \mathbf {Top} }。{\displaystyle G} 在 {\displaystyle \mathbf {Top} } 上的表示即从 {\displaystyle G} 到拓扑空间 {\displaystyle X} 的自同胚群的群同构。
另外还有两种表示与线性表示密切相关：
- 射影表示：在射影空间（如实射影空间）范畴上的表示。射影表示也可以视为“忽略标量变换的线性表示”。
- 仿射表示：在仿射空间范畴上的表示。例如，欧几里得群仿射地作用在欧几里得空间上，即形成了对欧几里得群的仿射表示。

### 对范畴的表示
由于群也是范畴，对群的表示可以推广到对其它范畴的表示。最简单的推广是对幺半群的表示。幺半群是只有单一对象的范畴，因此作为范畴，群是所有态射均可逆的幺半群。
幺半群在任何范畴上均有表示。例如，幺半群在集合范畴上的表示即幺半群作用。向量空间及其它对象上的幺半群表示也有研究意义。
更一般地，我们还可以放松“所表示的范畴只有一个对象”这一假设。在最极端广泛的意义下，表示不过是范畴之间的函子，除此之外并没有太多可以研究的内容。
但是，有一个特例对表示论有非常重要的影响：箭图表示论。简而言之，箭图就是有向图（允许存在自环和多重边）；然而我们可以通过考虑箭图里的路径，而将它看作一个范畴（并且还可以看作一个代数）。对这样的范畴或代数的表示启发了表示论的许多方面。例如，在某些情况下，我们可以将非半单的群表示论的问题约化成半单的箭图表示论的问题。